# البطولة الوطنية المجرية 2003–04
البطولة الوطنية المجرية 2003–04 (بالمجرية: 2003–2004-es magyar labdarúgó-bajnokság)‏ هو الموسم 104 من  البطولة الوطنية المجرية. أقيم خلال الفترة 25 يوليو 2003 وحتى 27 مايو 2004، وأشرف على تنظيمه اتحاد المجر لكرة القدم، وكان عدد الأندية المشاركة فيه  12، وفاز فيه نادي فيرينتسفاروشي.